# التصميم المدرك للتكنولوجيا
التصميم المدرك للتكنولوجيا
هو برنامج بحثي، تمّ إنشاؤه عام 2001 في مركز الإلكترونيات الدقيقة المشترك بين الجامعات (IMEC) في لوفين، بلجيكا. ويتوقع البرنامجنهاية نموذج "المقياس السعيد"، حيث تطورت تقنية CMOS وتصميم CMOS في مسارات مختلفة، أمّا الواجهة بين التصميموالتكنولوجيا فهي خلية قياسية أو نماذج SPICE المدمجة (انظر نماذج الترانزستور لتصميم الدوائر).
في يومنا هذا، يتطلب من كلا التكنولوجيا والتصميم أن يتفهّم أحدهما الآخر من أجل مجابهة المشاكل المتعلقة بالقياس. وبحيث أن البرنامج يسعى لتوفير الحلول والتحليلات.